# Margareta van Mechelen

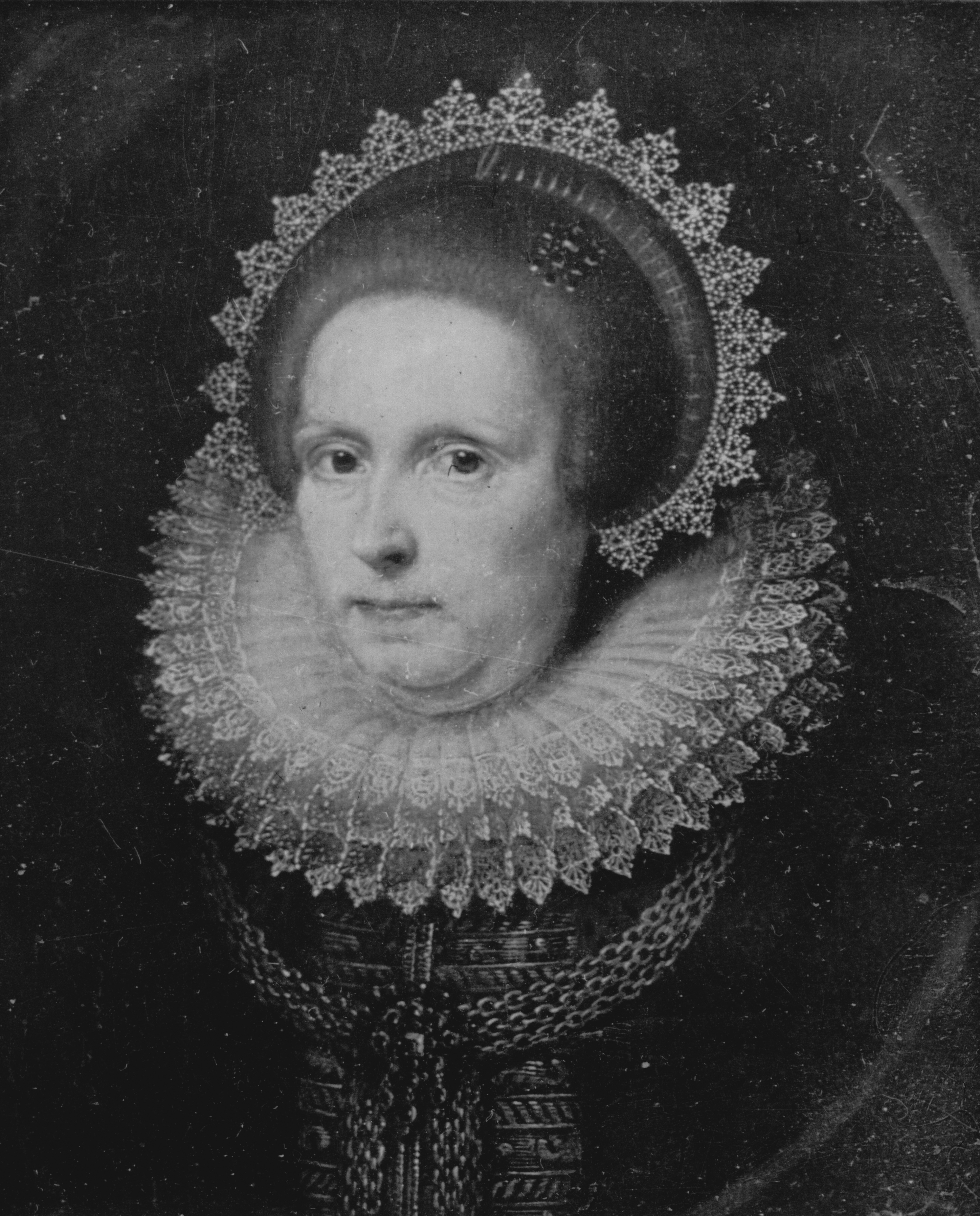
Margaretha van Mechelen

 Margareta van Mechelen, född 1580, död 1662, var en holländsk adelsdam, officiell mätress till Moritz av Nassau 1600-1610. Hon fick flera barn med Moritz: paret gifte sig aldrig formellt, troligen på grund av att hon var katolik och lågadel, men Moritz förklarade vid flera tillfällen att han hade för avsikt att gifta sig med henne.

## Biografi
van Mechelen var förmodligen hovdam, hos antingen Louise de Coligny eller hos Moritz halvsyster Maria av Nassau i Delft, och träffade Moritz cirka 1599. 
Margareta bodde i Haag. Det gick många rykten om att hon och Moritz var gifta, men det är inte bekräftat. Det är möjligt att det i så fall var ett morganatiskt äktenskap; parets söner deltog i hovlivet och behandlades nästan som inomäktenskapliga, och parets relation ansågs vara lycklig. Förhållandet avslutades 1610. 
Hon fick 1621 en livränta, som utökades 1625. År 1625 fick han sin halvbror Fredrik Henrik att gifta sig med Amalia av Solms-Braunfels genom att hota att gifta sig med van Mechelen, vilket skulle göra hans söner med henne till hans arvtagare och Fredrik Henrik arvlös. Hon var förmögen, men hennes livränta slutade 1634 att utbetalas. 
Moritz kritiserades inte för sin relation med Margareta van Mechelen och hon fick i en dikt av Hugo de Groot sympati för det kärlekslösa och själviska sätt Moritz behandlade henne på (1651). 